# اوشتربی (شلسویگ-فلنسبورگ)
اوشتربی (به آلمانی: Osterby) یک شهر در آلمان است که در شلسویگ-فلنسبورگ واقع شده‌است. اوشتربی  ۳۳۵ نفر جمعیت دارد.